# محمد بن حمد بن محمد الشرقي
محمد بن حمد بن محمد الشرقي (من مواليد 1 أبريل 1986)، هو ولي عهد إمارة الفجيرة في دولة الإمارات العربية المتحدة، وهو الابن البكر للشيخ حمد بن محمد الشرقي عضو المجلس الأعلى حاكم الفجيرة، ورئيس مؤسسة الفجيرة لتنمية المناطق.

## نشأته ودراسته
ولد الشيخ محمد في 1 أبريل 1986، التحق بمدرسة ميلتون آبي، وهي مدرسة داخلية مستقلة في قرية ميلتون أباس، بالقرب من مدينة سوق بلاندفورد فورم في دورست في جنوب غرب إنجلترا. كما درس في "أكاديمية الفجيرة الخاصة الإنجليزية" بينما كانت دراسته الجامعية في «جامعة ويبستر» في المملكة المتحدة.

## ولاية العهد
تولى ولاية العهد في 8 يناير 2007 حين أصدر والده الشيخ حمد بن محمد الشرقي عضو المجلس الأعلى حاكم الفجيرة مرسوماً بتعيينه ولياً للعهد في إمارة الفجيرة. ومنذ توليه ولاية العهد، شهدت إمارة الفجيرة العديد من الإنجازات وحققت قفزات نوعية على عدة مستويات.

## حياته المهنية
يترأس الشيخ محمد بن حمد الشرقي ولي عهد الفجيرة عددًا من مجالس الإدارة للمؤسسات الحكومية والتعليمية والبرامج في إمارة الفجيرة، فهو رئيس كل من المجالس التالية:
- رئيس مجلس أمناء مؤسسة حمد بن محمد الشرقي للأعمال الإنسانية[7]
- مجلس أمناء برنامج الفجيرة للتميز الحكومي[8]
- مجلس أمناء أكاديمية الفجيرة للفنون الجميلة[9]
- مجلس أمناء جامعة الفجيرة للعلوم والتقنية – الفجيرة [10]
- مجلس إدارة مؤسسة الفجيرة لتنمية المناطق[11]
- مجلس إدارة هيئة البيئة بالفجيرة[12]
- مجلس إدارة نادي الفجيرة للفنون القتالية[13]

### السياحة
يولي الشيخ محمد اهتمامًا كبيرًا بالسياحة المستدامة ومشاريعها، وأسس مركز الفجيرة للمغامرات لتعزيز مفهوم سياحة المغامرات ورياضاتها وجعل الإمارة مركزًا هامًا لهذا القطاع.

### الثقافة والفنون
يرعى الشيخ محمد العديد من المشاريع الثقافية والمبادرات في إمارة الفجيرة حيث شهدت الإمارة منذ العام 2007 انتعاشاً ثقافيًا متواصلًا نتيجة دعم الشيخ محمد عددًا من المهرجانات الثقافية والمسرحية والأنشطة الفنية والمجتمعية، كما أطلق العديد من المشاريع والمبادرات الثقافية أبرزها مشروع "بيت الفلسفة"، ومبادرة "البدر" في حب النور المبين محمد، ورعايته لمسابقة الفجيرة الدولية لفن الخط العربي التي تنظمها أكاديمية الفجيرة للفنون الجميلة.

### المبادرات الإنسانية
أصدر الشيخ محمد بن حمد الشرقي القانون رقم 2 لعام 2018 القاضي بتأسيس مؤسسة حمد بن محمد الشرقي للأعمال الإنسانية، والتي تهدف إلى المساهمة في تحقيق المبادئ الإنسانية السامية، من خلال النهوض بالشرائح المحتاجة، وتوفير المساعدات المالية والعينية لها.وأصدر صاحب السمو حاكم الفجيرة المرسوم الأميري رقم 6 لسنة 2018 والقاضي بتشكيل مجلس أمناء لمؤسسة حمد بن محمد الشرقي للأعمال الإنسانية، برئاسة سمو الشيخ محمد بن حمد بن محمد الشرقي ولي عهد الفجيرة.كما وأصدر سموه القرار رقم 21 لسنة 2018 بشأن تعيين سهيل راشد القاضي مديرا للمؤسسة.

### المبادرات الرياضية
توج الشيخ محمد بالشخصية الرياضية الأولى بالإمارات من الهيئة العامة لرعاية الشباب والرياضة لعام 2016، نظراً لإسهامه في دفع العجلة الرياضية من أجل رفع اسم الإمارات في مختلف المحافل الرياضية العربية والعالمية، وعرف عن اهتماماته بمجموعة من الرياضات الفردية. كما يولي اهتماماً بالغاً بتمكين الشباب وتطوير مهاراتهم وقدراتهم، فقد حظيت البطولات الرياضية المختلفة برعاية كريمة ودعم لا محدود منه.
كما حظيت رياضة التايكواندو بدعمه الكامل، فاستضافت الإمارة بطولات على مستوى عالمي للتايكواندو وتستقطب جميع دول العالم للمشاركة فيها.

### البيئة والاستدامة
يترأس الشيخ محمد مجلس إدارة هيئة البيئة بالفجيرة، ويشرف على مشاريع بيئية مهمة في مجال الحياة الفطرية والمحميات الطبيعية في إمارة الفجيرة. كما رعى إطلاق مؤتمر الفجيرة الدولي لأبحاث النحل وأولى اهتمامًا خاصًا بالمزارعين ومن يعملون في المهن المتعلقة بالبيئة موجّهًا بتعزيز أعمالهم ودعمها.

## الجوائز
حصل الشيخ محمد بن حمد الشرقي جوائز عديدة ومنها:
- جائزة المؤسسة للقيادة في مجالات التنمية الاقتصادية لعام 2012 من «منتدى كرانس مونتانا» الذي عُقد في باكو، عاصمة أذربيجان[17]
- جائزة شخصية العام الرياضية لعام 2017[18]

- الحزام الأسود من الدرجة الثامنة في التايكوندو من قبل الاتحاد العالمي للتايكوندو عام 2018.[19]
- الميدالية الذهبية من قبل الهيئة الدولية للمسرح ومنظمة الأمم المتحدة للعلوم والتربية والثقافة "اليونسكو،" تقديرا لجهوده في دعم الحركة المسرحية في العالم ومبادارته في قطاع الثقافة والفنون عبر المشاريع المحلية والعالمية الرائدة في هذا المجال.[20]

- جائزة "الشخصية الإنسانية لعام 2023 من قِبل الاتحاد الدولي للتايكواندو خلال الحفل الذي أقيم في مدينة مانشستر بالمملكة المتحدة وذلك لمساهمة سموه في العمل الإنساني ودعم اللاجئين على مستوى العالم من ممارسي هذه الرياضة.[6]

## حياته الخاصة
تزوج من الشيخة (لطيفة بنت محمد آل مكتوم) في فبراير 2009 وهي إبنه حاكم دبي الشيخ محمد بن راشد آل مكتوم وله من الأبناء:
- الشيخ حمد بن محمد الشرقي (مواليد 29 ديسمبر 2009).
- الشيخة عائشة بنت محمد الشرقي (ولدت في 1 نوفمبر 2011).
- الشيخة فاطمة بنت محمد الشرقي (ولدت في 11 مارس 2014).
- الشيخ راشد بن محمد الشرقي (مواليد 15 ديسمبر 2015).
- الشيخة هند بنت محمد الشرقي (مواليد 22 يونيو 2020).[22]